# Касас-де-Ласаро
Касас-де-Ласаро (ісп. Casas de Lázaro) — муніципалітет в Іспанії, у складі автономної спільноти Кастилія-Ла-Манча, у провінції Альбасете. Населення — 453 особи (2010).
Муніципалітет розташований на відстані близько 220 км на південний схід від Мадрида, 41 км на південний захід від Альбасете.
На території муніципалітету розташовані такі населені пункти: (дані про населення за 2010 рік)
- Берро: 11 осіб
- Касас-де-Ласаро: 332 особи
- Кучараль: 60 осіб
- Наваленгуа: 26 осіб
- Ель-Батан: 16 осіб
- Батан-Масос: 8 осіб

## Демографія
Динаміка населення (INE ):

## Галерея зображень

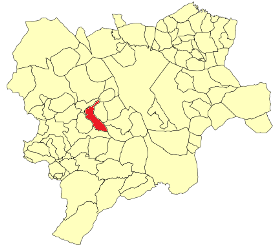
Розташування муніципалітету у провінції Альбасете
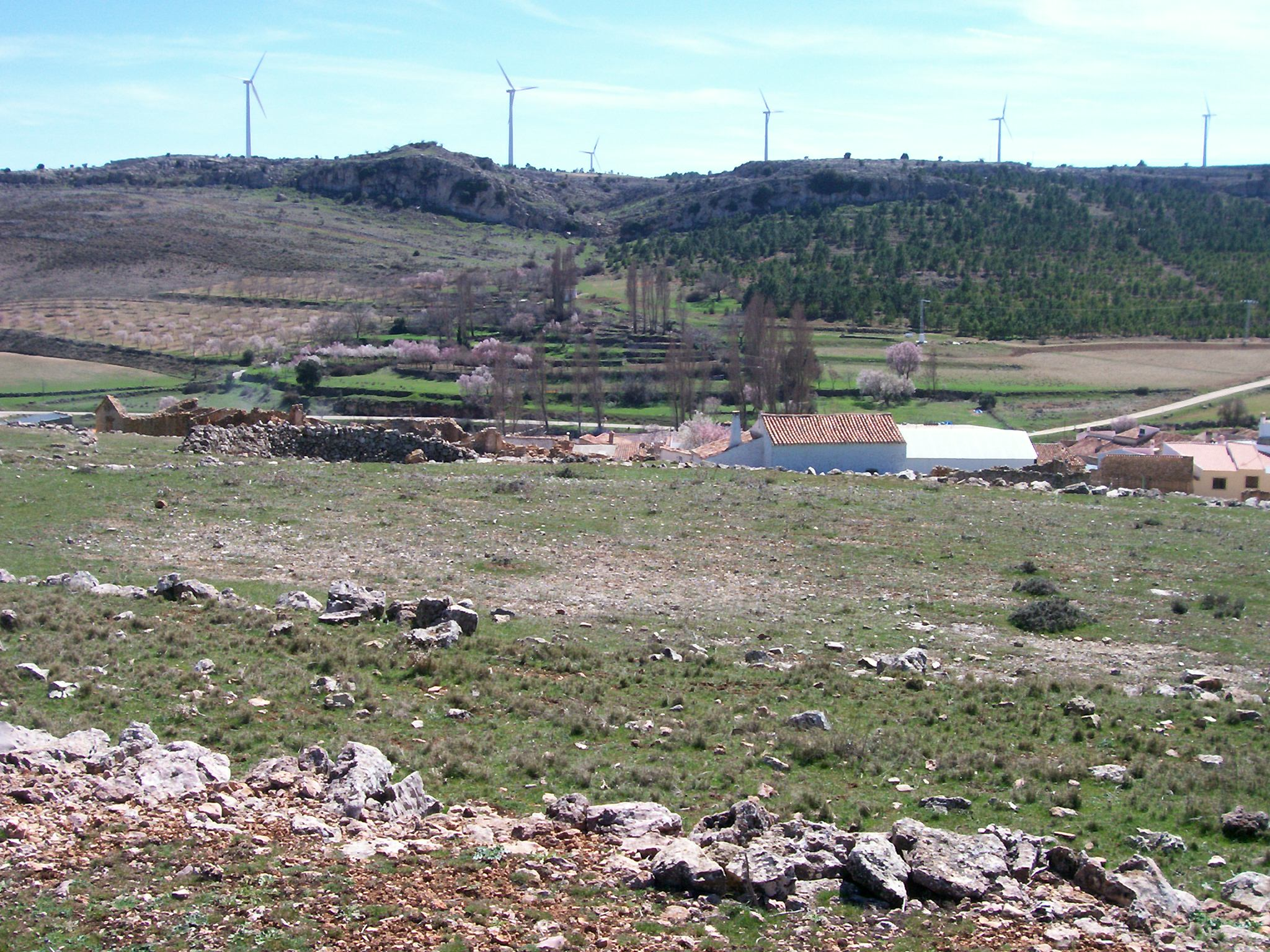
Ель-Берро